# Christian Gottlob Eißner
Christian Gottlob Eißner (* 10. Januar 1785 in Pulsnitz; † 1. Oktober 1875 in Dresden) war ein deutscher evangelisch-lutherischer Pfarrer und Autor.

## Leben und Wirken
Nach einer theologischen Ausbildung in Leipzig wurde Eißner 1814 Domvikar in Meißen. 1818 wurde er als Pfarrer in Großnaundorf in den Dienst eingeführt. 1845 wechselte er als Pfarrer nach Lomnitz in der Ephorie Radeberg. 1864 feierte er sein 50-jähriges Amtsjubiläum als Pfarrer. Am 1. Januar 1868 wurde Eißner emeritiert. Er starb in der sächsischen Residenzstadt Dresden 1875.
Sein Sohn Christian Friedrich Theodor Eißner (1818–1891) wurde ebenfalls Pfarrer und erhielt eine Pfarrstelle in Linz.

## Publikationen (Auswahl)
- Die Theogonie des Hesiodus als Vorweihe in die wahrn Erkenntniß der ältesten Urkunden des menschlichen Geschlechts. C. H. F. Hartmann, Leipzig, 1823.
- Die alten Pelasger und ihre Mysterien. C. H. F. Hartmann, Leipzig, 1825.
- Schrift und Kirche. Eine Broschüre gegen die Neukatholiken. Leipzig, 1846.
- Der Mensch, was er einst war, was er jetzt ist, und was er wieder einmal sein wird. 1852.
- Predigt gehalten am 5. Februar nach einem Brande in Lomnitz. 1854.

## Ehrungen
- 1864: Ritter des Königlich Sächsischen Albrechts-Ordens anlässlich seines 50-jährigen Dienstjubiläums